# Soul II Soul
I Soul II Soul sono un gruppo musicale neo soul britannico formatosi a Londra nel 1988.

## Storia del gruppo
Nato come sound system, il gruppo è stato fondato da Jazzie B, che ha contattato altri musicisti (tra cui Wookie) con cui ha firmato un contratto con la Virgin Records.
Nel 1988 sono stati pubblicati i primi singoli del gruppo che non hanno avuto molto seguito, ma il successo è arrivato con Keep on Movin' e soprattutto Back to Life (However Do You Want Me) (1989). Nell'aprile 1989 è uscito l'album d'esordio Club Classics Vol. One, certificato triplo disco di platino nel Regno Unito dalla BPI e doppio platino negli Stati Uniti dalla RIAA.
La band ha vinto due Grammy Awards 1990 grazie al disco (miglior interpretazione R&B di un duo o gruppo e miglior interpretazione strumentale R&B). Sono stati inseriti nella lista dei candidati per il Grammy 1990 anche nella categoria Best New Artist. Il gruppo ha anche ricevuto quattro candidature agli American Music Award e altrettante ai BRIT Awards nel 1990. Sempre nel 1990 i Soul II Soul hanno vinto tre Soul Train Music Awards.
Nel maggio 1990 è uscito il secondo album, anch'esso molto venduto soprattutto nel Regno Unito.
Nel corso degli anni '90 sono stati pubblicati altri tre album in studio e una raccolta. Nel 1997 la band si è sciolta dopo aver avuto poco successo col quinto album.
Nel 2009 il gruppo si è riunito per una serie di concerti tenuti in Australia.

## Formazione

### Attuale
- Jazzie B
- Caron Wheeler
- Simon Law
- Nellee Hooper

### Ex membri
- Rose Windross
- Victoria Wilson James
- Doreen Waddell (Deceduta nel 2002 all'età di 36 anni)
- Lamya Al-Mugheiry (Deceduta)
- Melissa Bell[3]
- Tony "Dobie" Campbell
- Kym Mazelle
- Aitch Bee
- Jazzy Q
- Daddae (Deceduto)[4]

## Discografia

### Album studio
- 1989 - Club Classics Vol. One
- 1990 - Vol. II: 1990 - A New Decade
- 1992 - Club Classics Volume III - Just Right
- 1995 - Club Classics Volume V - Believe
- 1995 - Love Enuff (Remixes)
- 1997 - Time for Change
- 1998 - The Club Mix Hits

### Raccolte
- 1993 - Club Classics Volume IV - The Classic Singles 88-93
- 2003 - Classic Masters
- 2013 - 5 Album Set (Club Classics Vol. I / Vol. II / Vol. III / Vol. V / The Club Mix Hits)